# Mörtträsk
Mörtträsk är en sjö i Gotlands kommun på Gotland och ingår i Snoderåns huvudavrinningsområde. Sjön är 3,5 meter djup, har en yta på 0,002 kvadratkilometer och befinner sig 45 meter över havet.